# Тихменево (Ярославская область)
Тихме́нево — посёлок в Рыбинском районе Ярославской области России. Образует Тихменевский сельский округ и Тихменевское сельское поселение. С 1950 до 1999 гг. относился к посёлкам городского типа как рабочий посёлок.

## География
Расположен в 15 км на запад от города Рыбинска на реке Коровке. Железнодорожная станция на линии Рыбинск — Сонково.

## История
В 1950—1999 годах Тихменево имело статус посёлка городского типа (рабочего посёлка); в 1999—2007 годах Тихменево указывалось как село.
1 января 2005 года в соответствии с законом Ярославской области № 65-з от 21 декабря 2004 года «О наименованиях, границах и статусе муниципальных образований Ярославской области» образовано Тихменевское сельское поселение, границы сельского поселения установлены в административных границах Тихменевского сельского округа.

## Население
| 1959  | 1970  | 1979  | 1989  | 2007  | 2010  | 2011  |
| ----- | ----- | ----- | ----- | ----- | ----- | ----- |
| 2285  | ↗2299 | ↗2324 | ↗2463 | ↘2073 | ↘1816 | ↘1814 |
| 2012  | 2013  | 2014  | 2015  | 2016  | 2017  | 2018  |
| ↘1777 | ↘1742 | ↘1715 | ↘1686 | ↘1665 | ↘1637 | ↗1646 |
| 2019  | 2020  | 2021  |       |       |       |       |
| ↘1605 | ↘1555 | ↗1829 |       |       |       |       |

## Инфраструктура
В советское время главным предприятием Тихменево являлось Рыбинское торфопредприятие.
В посёлке имеется открытый в 1945 году Рыбинский лесхоз-техникум, расположенный в бывшей усадьбе генерал-майора Валериана Петровича Тихменева (1840—1906) — уроженца города Москвы.